# Свиридова, Елена Владимировна
Елена Владимировна Свиридова (Иванова; 2 апреля 1988, Йошкар-Ола, Марийская АССР (по другим данным — Чебоксары, Чувашская АССР), СССР) — российская легкоатлетка, паралимпийский спортсмен, в основном участвует в соревнованиях по спринту категории T36. Заслуженный мастер спорта России.
Чемпионка летних Паралимпийских игр 2012 года в Лондоне в беге на 200 м, 100 м и в эстафете 4×100 м. Двукратная чемпионка и серебряный призёр чемпионата мира IPC по лёгкой атлетике в Катаре 2015 года, многократная чемпионка России.

## Биография
Родилась 2 апреля 1988 года в городе Йошкар-Ола, Марийская АССР. Образование средне-специальное, окончила Чебоксарский экономико-технологический колледж по специальности «Экономика и бухгалтерский учёт».
Начала заниматься лёгкой атлетикой в 2005 году в спортивном клубе «Феникс», тренировалась также в БОУ ДОД «СДЮСШОР № 1» г. Чебоксары. Кроме лёгкой атлетики, занималась бадминтоном, шашками, настольным теннисом.
Тренируется под руководством Романова Николая Степановича (создателя «Позного метода» обучения техники бега).
В настоящее время работает спортсменом-инструктором в ФГУ «ЦСП сборных команд России».

## Награды
- Орден Дружбы (10 сентября 2012 года) — за большой вклад в развитие физической культуры и спорта, высокие спортивные достижения на XIV Паралимпийских летних играх 2012 года в городе Лондоне (Великобритания)[6].
- Медаль ордена «За заслуги перед Чувашской Республикой» (13 сентября 2012 года) — за заслуги перед Чувашией и высокие спортивные достижения на XIV Паралимпийских летних играх 2012 года в Лондоне[7].